# チャールズ・H・クレーン
チャールズ・ヘンリー・クレーン（英語: Charles Henry Crane 1825年7月19日 - 1883年10月10日）は、アメリカ陸軍の軍医。第13代アメリカ陸軍軍医総監を務めた。最終階級は陸軍准将（Brigadier General）。

## 略歴
海兵隊と陸軍で活躍した軍人イカボード・クレーン大佐の息子。1844年、イェール・カレッジで学士号（Bachelor of Arts）を取得後、ハーバード大学医学大学院に進学し1847年に医学博士号を取得。1848年2月14日、マサチューセッツ州より陸軍に入隊。
1865年4月、クレーンはエイブラハム・リンカーン大統領の死に立ち会った医師の一人となった。
1866年7月29日、上院に承認されて陸軍軍医副総監となる。前任の総監ジョゼフ・バーンズが辞職して以来、代理の総監として職務を果たす。その後チェスター・A・アーサー大統領によって常任の総監に指名された。1882年8月7日、指名は上院に承認され、9日に正式に就任した。
1883年10月10日に死ぬまで総監の地位にあった。